# Drymophila (Plantae)
Drymophila, biljni rod iz porodice alstroemerijevki, dio reda Liliales. Postoje dvije priznate vrste, obje su australski endemi

## Vrste
1. Drymophila cyanocarpa R.Br.
2. Drymophila moorei Baker